# St. Joseph (Míchigan)
St. Joseph es una ciudad ubicada en el condado de Berrien en el estado estadounidense de Míchigan. Es sede del condado de Berrien. En el Censo de 2010 tenía una población de 8365 habitantes y una densidad poblacional de 0,96 personas por km².

## Geografía
St. Joseph se encuentra ubicada en las coordenadas 42°5′57″N 86°29′21″O / 42.09917, -86.48917. Según la Oficina del Censo de los Estados Unidos, St. Joseph tiene una superficie total de 8733.44 km², de la cual 8326.77 km² corresponden a tierra firme y (4.66%) 406.63 km² es agua.

## Demografía
Según el censo de 2010, había 8365 personas residiendo en St. Joseph. La densidad de población era de 0,96 hab./km². De los 8365 habitantes, St. Joseph estaba compuesto por el 88.12% blancos, el 5.33% eran afroamericanos, el 0.33% eran amerindios, el 3.4% eran asiáticos, el 0% eran isleños del Pacífico, el 0.88% eran de otras razas y el 1.94% pertenecían a dos o más razas. Del total de la población el 2.81% eran hispanos o latinos de cualquier raza.